# آکسیس لاینز اینترنشنال
آکسیس لاینز اینترنشنال (به انگلیسی: Axis Lines International) یک شرکت هواپیمایی با کد یاتا O8 است. دفتر مرکزی آکسیس لاینز اینترنشنال در دوالا، کامرون واقع شده‌است و قطب این شرکت هواپیمایی در فرودگاه بین‌المللی دوالا قرار دارد.